# Gustavo Díaz-Jerez
Gustavo Díaz-Jerez (Tenerife, 27 de febrero de 1970) es un pianista y compositor español.

## Biografía
Gustavo Díaz-Jerez estudió piano con J. A. Rodríguez en el Conservatorio Superior de Santa Cruz de Tenerife y, posteriormente, con Solomon Mikowsky en la Manhattan School of Music en Nueva York. Ha actuado por toda Europa, Asia, América del Sur, Australia, y EE. UU., en importantes salas de conciertos, tales como Carnegie Hall y Alice Tully Hall en Nueva York, Royal Festival Hall en Londres, Sídney Opera House en Sídney y muchas otras. Ha colaborado con renombrados directores como Ivan Fischer, Cristian Mandeal, Matthias Bamert, Víctor Pablo Pérez, Gunther Herbig, Adrian Leaper, José R. Encinar, Stanislaw Skrowaczewski, con importantes orquestas como la Budapest Festival Orchestra, The London Philarmonic, The Turin Symphony, The Northern Sinfonia, Berliner Symphoniker, así como la mayoría de las orquestas españolas (Tenerife, Gran Canaria, Galicia, Nacional de Cataluña, Castilla y León, Sinfónica de Madrid, entre otras). Ha sido invitado a tocar en diversos festivales internacionales, incluyendo el Festival Internacional de Canarias, Festival de La Roque d’Anthéron, Quincena Musical Donostiarra, Festival Internacional de Santander, entre otros.
Estudió composición con Giampaolo Bracali y Ludmila Ulehla en la Manhattan School of Music. Su lenguaje compositivo podría definirse como "espectralismo algorítmico", aunando elementos del movimiento espectralista (Grisey, Murail, Radulescu, etc.) donde la tímbrica juega un papel preponderante y vertebrador, con procesos derivados de diversas disciplinas matemáticas como son los autómatas celulares, L-systems, fractales, algoritmos genéticos, teoría de los números, análisis del  espectro armónico, síntesis aditiva, psicoacústica, etc.  El uso de herramientas informáticas se hace imprescindible, obteniendo a menudo resultados en forma electrónica.  No es, sin embargo, la electroacústica su principal interés, sino la "transcripción” de estos resultados mediante el uso de la instrumentación tradicional. Esto conlleva un cuidadoso y elaborado procedimiento de cuantización melódica, rítmica y tímbrica, para adecuarlo a las posibilidades instrumentales e interpretativas, sin que esto suponga una pérdida de la esencia del proceso original. También es autor del programa informático freeware para PC FractMus, que explora algoritmos generativos y fractales aplicados a la composición. Sus artículos sobre el tema han sido publicados en prestigiosas revistas como Electronic Musician.  Desde 2002 es profesor de piano en el Centro Superior de Música del País Vasco, Musikene.

## Catálogo de obras
| Año de composición          | Nombre                                                                              | Nombre | Nombre                                                                              | Instrumentación                                                    |
| --------------------------- | ----------------------------------------------------------------------------------- | --- | ----------------------------------------------------------------------------------- | ------------------------------------------------------------------ |
| ca. 1983 (Obra de juventud) | Danza n.º 1                                                                         | Danza n.º 1 | Danza n.º 1                                                                         | Piano                                                              |
| 1994                        | Trío                                                                                | Trío | I. Lento-Presto                                                                     | Violín, cello, piano                                               |
| 1994                        | Trío                                                                                | Trío | II. Adagio                                                                          | Violín, cello, piano                                               |
| 1994                        | Trío                                                                                | Trío | III. Presto ma comodo                                                               | Violín, cello, piano                                               |
| 1994                        | Dos Piezas                                                                          | Dos Piezas | I. [Fluyente]                                                                       | Violín, piano                                                      |
| 1994                        | Dos Piezas                                                                          | Dos Piezas | II. [Energico]                                                                      | Violín, piano                                                      |
| 2003                        | Sonata                                                                              | Sonata | I. Preludio                                                                         | Viola, piano                                                       |
| 2003                        | Sonata                                                                              | Sonata | II. Toccata                                                                         | Viola, piano                                                       |
| 2003                        | Sonata                                                                              | Sonata | III. Antifonia                                                                      | Viola, piano                                                       |
| 2003                        | Sonata                                                                              | Sonata | IV. Finale                                                                          | Viola, piano                                                       |
| 2003                        | Sidhe                                                                               | Sidhe | Sidhe                                                                               | Violín, viola, cello, piano a 4 manos                              |
| 2004                        | Gehenna. Dos Reflejos aprés Gustave Doré                                            | Gehenna. Dos Reflejos aprés Gustave Doré                                                                           | I. Enigma                                                                           | Piano                                                              |
| 2004                        | Gehenna. Dos Reflejos aprés Gustave Doré                                            | Gehenna. Dos Reflejos aprés Gustave Doré                                                                           | II. Stygius                                                                         | Piano                                                              |
| 2005                        | Nudo de luz Poema de Belinda Sánchez Mozo                                           | Nudo de luz Poema de Belinda Sánchez Mozo                                                                          | Nudo de luz Poema de Belinda Sánchez Mozo                                           | 6 voces a cappella                                                 |
| 2005                        | Zenith Poema de Belinda Sánchez Mozo                                                | Zenith Poema de Belinda Sánchez Mozo                                                                               | Zenith Poema de Belinda Sánchez Mozo                                                | Violín, viola, cello, flauta, arpa, voz                            |
| 2005                        | Partita                                                                             | Partita | I. Preambulum                                                                       | Viola d'amore, piano, vibráfono, marimba, percusión                |
| 2005                        | Partita                                                                             | Partita | II. Ricercare                                                                       | Viola d'amore, piano, vibráfono, marimba, percusión                |
| 2005                        | Partita                                                                             | Partita | III. Corrente                                                                       | Viola d'amore, piano, vibráfono, marimba, percusión                |
| 2005                        | Partita                                                                             | Partita | IV. Toccata                                                                         | Viola d'amore, piano, vibráfono, marimba, percusión                |
| 2006                        | Ricercare in memoriam D. Schostakovitch (Arreglo de la Partita)                     | Ricercare in memoriam D. Schostakovitch (Arreglo de la Partita)                                                    | Ricercare in memoriam D. Schostakovitch (Arreglo de la Partita)                     | Viola d'amore, piano                                               |
| 2006                        | Ricercare in memoriam D. Schostakovitch (Arreglo de la Partita)                     | Ricercare in memoriam D. Schostakovitch (Arreglo de la Partita)                                                    | Ricercare in memoriam D. Schostakovitch (Arreglo de la Partita)                     | Viola d'amore y orquesta de cuerda                                 |
| 2006                        | Dhyâna. Fantasía para viola d’amore y piano                                         | Dhyâna. Fantasía para viola d’amore y piano                                                                        | Dhyâna. Fantasía para viola d’amore y piano                                         | Viola d'amore, piano                                               |
| 2007                        | Akhkhazu                                                                            | Akhkhazu | Akhkhazu                                                                            | Saxofón alto en Mi Bemol, piano                                    |
| 2007                        | Tiamat                                                                              | Tiamat | Tiamat                                                                              | Violín, viola, cello, contrabajo, piano                            |
| 2007                        | Tres Piezas                                                                         | Tres Piezas | I. Fractalization of Pi                                                             | Clarinete en Si Bemol, piano                                       |
| 2007                        | Tres Piezas                                                                         | Tres Piezas | II. Farey                                                                           | Clarinete en Si Bemol, piano                                       |
| 2007                        | Tres Piezas                                                                         | Tres Piezas | III. Samdhi                                                                         | Clarinete en Si Bemol, piano                                       |
| 2007                        | Canciones de Garajonay Poemas de Belinda Sánchez Mozo                               | Canciones de Garajonay Poemas de Belinda Sánchez Mozo                                                              | I. Llega el segundo interminable                                                    | Voz, piano                                                         |
| 2007                        | Canciones de Garajonay Poemas de Belinda Sánchez Mozo                               | Canciones de Garajonay Poemas de Belinda Sánchez Mozo                                                              | II. Pinzas de sosiego                                                               | Voz, piano                                                         |
| 2007                        | Canciones de Garajonay Poemas de Belinda Sánchez Mozo                               | Canciones de Garajonay Poemas de Belinda Sánchez Mozo                                                              | III. Me convertiría en todo lo que tocas                                            | Voz, piano                                                         |
| 2007                        | Canciones de Garajonay Poemas de Belinda Sánchez Mozo                               | Canciones de Garajonay Poemas de Belinda Sánchez Mozo                                                              | IV. Todos los testigos nos rodean                                                   | Voz, piano                                                         |
| 2008                        | Plerion                                                                             | Plerion | Plerion                                                                             | Trompeta en Do, piano                                              |
| 2008                        | Tephra                                                                              | Tephra | I. Litany in nomine Fibonacci                                                       | Violín, viola, cello, piano                                        |
| 2008                        | Tephra                                                                              | Tephra | II. Hevel                                                                           | Violín, viola, cello, piano                                        |
| 2008                        | Aranfaybo (El Hierro) [Maghek. Siete poemas sinfónicos sobre las Islas Canarias]    | Aranfaybo (El Hierro) [Maghek. Siete poemas sinfónicos sobre las Islas Canarias]                                   | Aranfaybo (El Hierro) [Maghek. Siete poemas sinfónicos sobre las Islas Canarias]    | Orquesta de cámara                                                 |
| 2010                        | Shanti                                                                              | Shanti | Shanti                                                                              | Cuarteto de cuerda                                                 |
| 2010                        | Ymarxa (Tenerife) [Maghek. Siete poemas sinfónicos sobre las Islas Canarias]        | Ymarxa (Tenerife) [Maghek. Siete poemas sinfónicos sobre las Islas Canarias]                                       | Ymarxa (Tenerife) [Maghek. Siete poemas sinfónicos sobre las Islas Canarias]        | Orquesta                                                           |
| 2011                        | Nous                                                                                | Nous | Nous                                                                                | Flauta                                                             |
| 2011                        | Cenotaph                                                                            | Cenotaph | Cenotaph                                                                            | Violín, piano                                                      |
| 2012                        | Nous II                                                                             | Nous II | Nous II                                                                             | Flauta, clavecín                                                   |
| 2012                        | Exedrae                                                                             | Exedrae | Exedrae                                                                             | Violín, clarinete, piano                                           |
| 2012                        | Ayssuragan (La Palma) [Maghek. Siete poemas sinfónicos sobre las Islas Canarias]    | Ayssuragan (La Palma) [Maghek. Siete poemas sinfónicos sobre las Islas Canarias]                                   | Ayssuragan (La Palma) [Maghek. Siete poemas sinfónicos sobre las Islas Canarias]    | Clarinete en Si Bemol y orquesta                                   |
| 2013                        | Olokun                                                                              | Olokun | Olokun                                                                              | 2 marimbas                                                         |
| 2013                        | Metaludios, Libro I                                                                 | I. Izar iluna | I. Izar iluna                                                                       | Piano                                                              |
| 2013                        | Metaludios, Libro I                                                                 | II. Kenotaphion |                                                                                     | Piano                                                              |
| 2013                        | Metaludios, Libro I                                                                 | III. Imaginary continuum                                                                                           |                                                                                     | Piano                                                              |
| 2013                        | Metaludios, Libro I                                                                 | IV. Homenaje a Antonio Soler                                                                                       |                                                                                     | Piano                                                              |
| 2013                        | Metaludios, Libro I                                                                 | V. Orahan |                                                                                     | Piano                                                              |
| 2013                        | Metaludios, Libro I                                                                 | VI. Stheno |                                                                                     | Piano                                                              |
| 2014                        | Svati                                                                               | Svati | Svati                                                                               | Guitarra                                                           |
| 2014                        | Nous III                                                                            | Nous III | Nous III                                                                            | Flauta, piano                                                      |
| 2014                        | Anemoi                                                                              | Anemoi | Anemoi                                                                              | Quinteto de viento metal                                           |
| 2014                        | The Ingenious Gentleman Don Quixote of La Mancha Libretto de Daniel Vouillamoz      | The Ingenious Gentleman Don Quixote of La Mancha Libretto de Daniel Vouillamoz                                     | The Ingenious Gentleman Don Quixote of La Mancha Libretto de Daniel Vouillamoz      | Ensemble y narrador                                                |
| 2015                        | Metaludios, Libro II                                                                | I. Quantum foam | I. Quantum foam                                                                     | Piano                                                              |
| 2015                        | Metaludios, Libro II                                                                | II. Succubus |                                                                                     | Piano                                                              |
| 2015                        | Metaludios, Libro II                                                                | III. Rule 110 |                                                                                     | Piano                                                              |
| 2015                        | Metaludios, Libro II                                                                | IV. Hommage a Horațiu Rădulescu                                                                                    |                                                                                     | Piano                                                              |
| 2015                        | Metaludios, Libro II                                                                | V. Étude pour les unissons                                                                                         |                                                                                     | Piano                                                              |
| 2015                        | Metaludios, Libro II                                                                | VI. Sisyphus |                                                                                     | Piano                                                              |
| 2016                        | Nous IV                                                                             | Nous IV | Nous IV                                                                             | Flauta y guitarra                                                  |
| 2016                        | Nous V                                                                              | Nous V | Nous V                                                                              | Flauta y arpa                                                      |
| 2016                        | El libro de arena                                                                   | El libro de arena                                                                                                  | El libro de arena                                                                   | Viola                                                              |
| 2016                        | Chigaday (La Gomera) [Maghek. Siete poemas sinfónicos sobre las Islas Canarias]     | Chigaday (La Gomera) [Maghek. Siete poemas sinfónicos sobre las Islas Canarias]                                    | Chigaday (La Gomera) [Maghek. Siete poemas sinfónicos sobre las Islas Canarias]     | Orquesta                                                           |
| 2017                        | Phase space                                                                         | Phase space | Phase space                                                                         | Viola d'amore                                                      |
| 2017                        | Dos Nakshatras                                                                      | I. Ardra | I. Ardra                                                                            | Guitarra                                                           |
| 2017                        | Dos Nakshatras                                                                      | II. Bharani |                                                                                     | Guitarra                                                           |
| 2017                        | Herramienta poética e inútil                                                        | Herramienta poética e inútil                                                                                       | Herramienta poética e inútil                                                        | Clarinete en Si Bemol, cello, percusión, piano con electrónica     |
| 2017                        | Sonata à cinque                                                                     | I. Grave | I. Grave                                                                            | Flauta dulce, viola d'amore, cello, vibráfono, clavecín            |
| 2017                        | Sonata à cinque                                                                     | II. Andante |                                                                                     | Flauta dulce, viola d'amore, cello, vibráfono, clavecín            |
| 2017                        | Sonata à cinque                                                                     | III. Allegro |                                                                                     | Flauta dulce, viola d'amore, cello, vibráfono, clavecín            |
| 2017                        | Sonata à cinque                                                                     | IV. Adagio |                                                                                     | Flauta dulce, viola d'amore, cello, vibráfono, clavecín            |
| 2017                        | Sonata à cinque                                                                     | V. Vivo |                                                                                     | Flauta dulce, viola d'amore, cello, vibráfono, clavecín            |
| 2017                        | Sonata à cinque                                                                     | VI. Gravement, avec solennité                                                                                      |                                                                                     | Flauta dulce, viola d'amore, cello, vibráfono, clavecín            |
| 2017                        | Critical strip                                                                      | Critical strip | Critical strip                                                                      | Cuarteto de cuerda                                                 |
| 2017                        | Metaludios, Libro III                                                               | I. Prélude non mesuré                                                                                              | I. Prélude non mesuré                                                               | Piano                                                              |
| 2017                        | Metaludios, Libro III                                                               | II. An error ocurred                                                                                               |                                                                                     | Piano                                                              |
| 2017                        | Metaludios, Libro III                                                               | III. Eine Hommage an Brahms                                                                                        |                                                                                     | Piano                                                              |
| 2017                        | Metaludios, Libro III                                                               | IV. Micrsuite (i. Preludino; ii. Fughettina; iii. Tamborino. Aprés monsieur Rameau; iv. Sarabandina; v. Toccatina) |                                                                                     | Piano                                                              |
| 2017                        | Metaludios, Libro III                                                               | V. Modular form |                                                                                     | Piano                                                              |
| 2017                        | Metaludios, Libro III                                                               | VI. Nonlinear recurrences                                                                                          |                                                                                     | Piano                                                              |
| 2017                        | Azaenegue (Gran Canaria) [Maghek. Siete poemas sinfónicos sobre las Islas Canarias] | Azaenegue (Gran Canaria) [Maghek. Siete poemas sinfónicos sobre las Islas Canarias]                                | Azaenegue (Gran Canaria) [Maghek. Siete poemas sinfónicos sobre las Islas Canarias] | Orquesta                                                           |
| 2017                        | Erbane (Fuerteventura) [Maghek. Siete poemas sinfónicos sobre las Islas Canarias]   | Erbane (Fuerteventura) [Maghek. Siete poemas sinfónicos sobre las Islas Canarias]                                  | Erbane (Fuerteventura) [Maghek. Siete poemas sinfónicos sobre las Islas Canarias]   | Orquesta                                                           |
| 2018                        | Spectra fractalis                                                                   | Spectra fractalis                                                                                                  | Spectra fractalis                                                                   | Orquesta                                                           |
| 2018                        | La casa imaginaria. Ópera en un acto Libretto de Pilar Mateos                       | La casa imaginaria. Ópera en un acto Libretto de Pilar Mateos                                                      | La casa imaginaria. Ópera en un acto Libretto de Pilar Mateos                       | Orquesta y voces                                                   |
| 2019                        | Nabla                                                                               | Nabla | Nabla                                                                               | Violín, clarinete en Si Bemol, Trompa en Fa, piano con electrónica |
| 2019                        | Metaludios, Libro IV                                                                | I. Eigengrau | I. Eigengrau                                                                        | Piano                                                              |
| 2019                        | Metaludios, Libro IV                                                                | II. L-System |                                                                                     | Piano                                                              |
| 2019                        | Metaludios, Libro IV                                                                | III. Mice music |                                                                                     | Piano                                                              |
| 2019                        | Metaludios, Libro IV                                                                | IV. Stribog [Cadenza de Guanapay, poema sinfónico para piano y orquesta]                                           |                                                                                     | Piano                                                              |
| 2019                        | Metaludios, Libro IV                                                                | V. Omaggio a Carlo Gesualdo                                                                                        |                                                                                     | Piano                                                              |
| 2019                        | Metaludios, Libro IV                                                                | VI. La espiral del viento                                                                                          |                                                                                     | Piano                                                              |
| 2019                        | Guanapay (Lanzarote) [Maghek. Siete poemas sinfónicos sobre las Islas Canarias]     | Guanapay (Lanzarote) [Maghek. Siete poemas sinfónicos sobre las Islas Canarias]                                    | Guanapay (Lanzarote) [Maghek. Siete poemas sinfónicos sobre las Islas Canarias]     | Piano y orquesta                                                   |
| 2020                        | Havan. Concertino para viola d’amore y trece instrumentos                           | Havan. Concertino para viola d’amore y trece instrumentos                                                          | Havan. Concertino para viola d’amore y trece instrumentos                           | Viola d'amore y orquesta de cámara                                 |
| 2020                        | Metaludios, Libro V                                                                 | I. Melussyne | I. Melussyne                                                                        | Piano                                                              |
| 2020                        | Metaludios, Libro V                                                                 | II. Boötes void |                                                                                     | Piano                                                              |
| 2020                        | Metaludios, Libro V                                                                 | III. Cassini’s dream                                                                                               |                                                                                     | Piano                                                              |
| 2020                        | Metaludios, Libro V                                                                 | IV. Pavana triste (Homenaje a Antonio José)                                                                        |                                                                                     | Piano                                                              |
| 2020                        | Metaludios, Libro V                                                                 | V. Hidden states                                                                                                   |                                                                                     | Piano                                                              |
| 2020                        | Metaludios, Libro V                                                                 | VI. Belphegor’s prime                                                                                              |                                                                                     | Piano                                                              |
| 2021                        | Tahose (La Graciosa)                                                                | Tahose (La Graciosa)                                                                                               | Tahose (La Graciosa)                                                                | Ensemble y electrónica                                             |
| 2022                        | Tombeau de Perseus                                                                  | Tombeau de Perseus                                                                                                 | Tombeau de Perseus                                                                  | Ensemble y electrónica                                             |
| 2022                        | Ninsiana                                                                            | Ninsiana | Ninsiana                                                                            | Violín                                                             |
| 2022                        | Ninsianna II                                                                        | Ninsianna II | Ninsianna II                                                                        | Viola, piano                                                       |
| 2023                        | Merula                                                                              | Merula | Merula                                                                              | Violín y electrónica                                               |
| 2023                        | Tajogaite. Concierto para piano y orquesta                                          | Tajogaite. Concierto para piano y orquesta                                                                         | Tajogaite. Concierto para piano y orquesta                                          | Piano y orquesta                                                   |